# Poslední evangelium

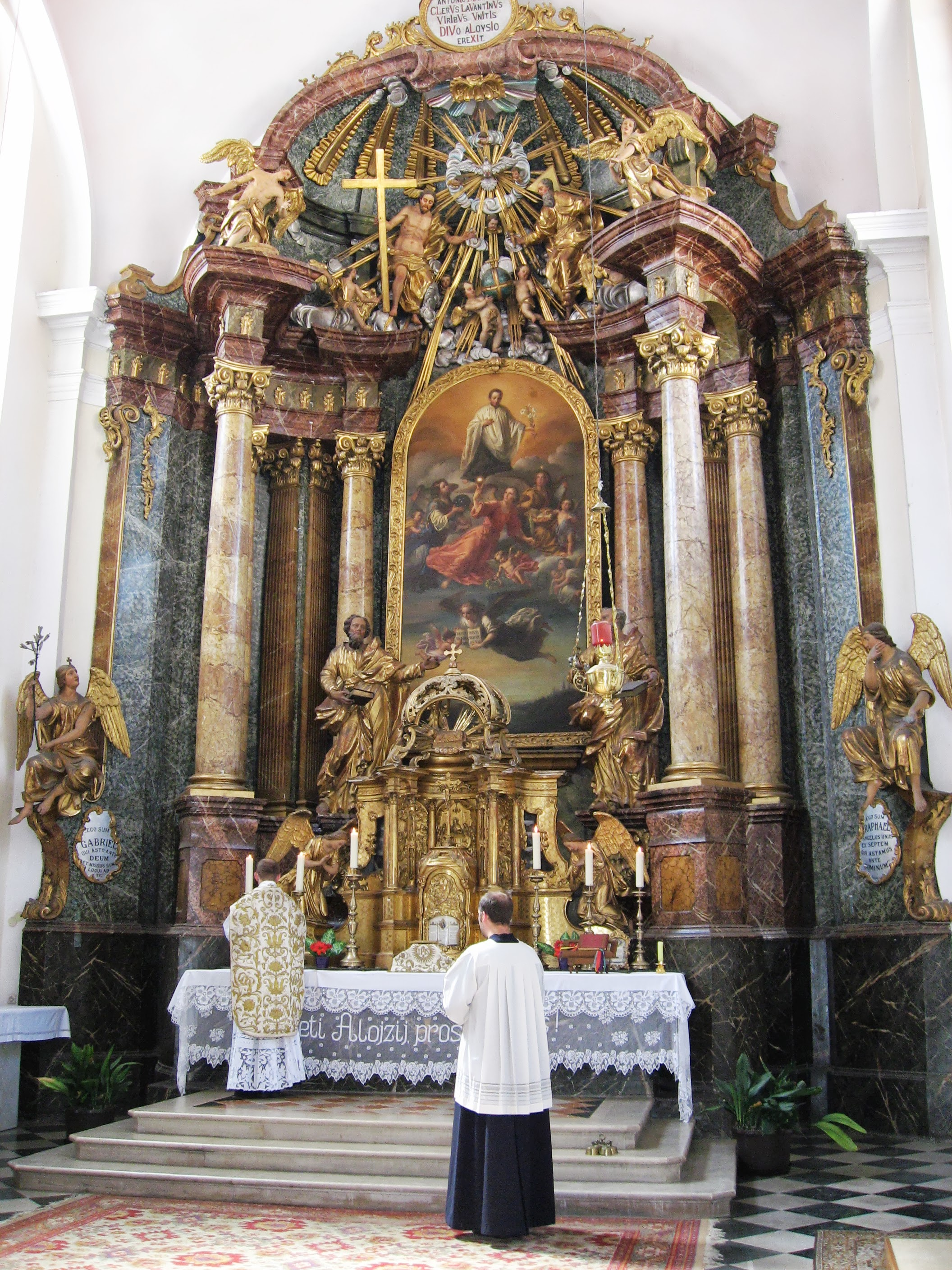
Čtení posledního evangelia během Mše svaté podle misálu z roku 1962 v Mariboru

Poslední evangelium je čtení z Bible, kterým končí mše sloužená v mimořádné formě římského ritu. Bylo zavedeno v pozdním středověku a celebrant jej četl (nikdy nezpíval) vždy v latinském jazyce. Během mše svaté čtení posledního evangelia následuje po Ite, missa est, a předchází liturgickému průvodu. 
Až na řídké výjimky se jedná o prvních 14 veršů z Janova evangelia (takzvaný Prolog), napsaných na mešní tabulce na evangelní straně oltáře.

## Text
| „                         | In principio erat Verbum, et Verbum erat apud Deum, et Deus erat Verbum. Hoc erat in principio apud Deum. Omnia per ipsum facta sunt: et sine ipso factum est nihil, quod factum est: in ipso vita erat, et vita erat lux hominum: et lux in tenebris lucet, et tenebra eam non comprehenderunt. Fuit homo missus a Deo, cui nomen erat Joannes. Hic venit in testimonium, ut testimonium perhiberet de lumine, ut omnes crederent per illum. Non erat ille lux, sed ut testimonium perhiberet de lumine. Erat lux vera, qua illuminat omnem hominem venientem in hunc mundum. In mundo erat, et mundus per ipsum factus est, et mundus eum non cognovit. In propria venit, et sui eum non receperunt. Quotquot autem receperunt eum, dedit eis potestatem filios Dei fieri, his, qui credunt in nomine ejus: qui non ex sanguinibus, neque ex voluntate carnis, neque ex voluntate viri, sed ex Deo nati sunt. Et Verbum caro factum est, et habitavit in nobis: et vidimus gloriam ejus, gloriam quasi Unigeniti a Patre, plenum gratia et veritatis. | “ |
| — Jan 1, 1–14 (Kral, ČEP) | |   |

Při slovech „Et Verbum caro factum est“, tedy „A Slovo tělem učiněno jest“ pokleká kněz, ministranti i lid. 
Znění v češtině podle Bognerova překladu:
| „                         | Na počátku bylo Slovo a to Slovo bylo u Boha a to Slovo bylo Bůh. To bylo na počátku u Boha. Všechno povstalo skrze ně a bez něho nepovstalo nic, co jest. V něm byl život a ten život byl světlem lidí. To světlo svítí v temnotě a temnota ho nepohltila. Byl člověk poslaný od Boha, jmenoval se Jan. Přišel jako svědek, aby svědčil o tom světle, aby všichni uvěřili skrze něho. On sám nebyl tím světlem, měl jen svědčit o tom světle. Bylo světlo pravé, které osvěcuje každého člověka; to přicházelo na svět. Na světě bylo a svět povstal skrze ně, ale svět ho nepoznal. Do vlastního přišel, ale vlastní ho nepřijali. Všem, kdo ho přijali, dal moc stát se Božími dětmi, těm, kdo věří v jeho jméno, kdo se zrodili ne z krve, ani z vůle těla, ani z vůle muže, ale z Boha. A Slovo se stalo tělem a přebývalo mezi námi. Viděli jsme jeho slávu, slávu, jakou má od Otce jednorozený Syn, plný milosti a pravdy. | “ |
| — Jan 1, 1–14 (Kral, ČEP) | |   |